# Le Monde de Charlie
 (décembre 2021).
Si vous disposez d'ouvrages ou d'articles de référence ou si vous connaissez des sites web de qualité traitant du thème abordé ici, merci de compléter l'article en donnant les références utiles à sa vérifiabilité et en les liant à la section « Notes et références ».
Pour plus de détails, voir Fiche technique et Distribution.
Le Monde de Charlie (The Perks of Being a Wallflower) est un film américain réalisé par Stephen Chbosky, sorti en 2012.
Il s'agit de l'adaptation de son propre roman The Perks of Being a Wallflower (initialement traduit sous le titre Pas raccord, puis réédité avec le titre Le Monde de Charlie).

## Synopsis
Au lycée où il vient d’entrer, on trouve Charlie bizarre. Trop sensible, pas « raccord ». Pour son prof de lettre, c’est un prodige ; pour les autres, juste un freak. En attendant, il reste en marge, jusqu’au beau jour où deux étudiants, Patrick et la jolie Sam, le prennent sous leur aile. La musique, les filles, la fête : c’est tout un monde que Charlie découvre.

## Fiche technique
Sauf indication contraire, les informations mentionnées dans cette section peuvent être confirmées par la base de données cinématographiques IMDb,  présente dans la section « Liens externes ».
- Titre original : The Perks of Being a Wallflower
- Titre français : Le Monde de Charlie
- Réalisation : Stephen Chbosky
- Scénario : Stephen Chbosky, d'après son roman Le Monde de Charlie (1999)
- Musique : Michael Brook
- Direction artistique : Gregory A. Weimerskirch
- Décors : Merissa Lombardo
- Costumes : David C. Robinson
- Photographie : Andrew Dunn
- Son : Scott Sanders
- Montage : Mary Jo Markey
- Production : Lianne Halfon, John Malkovich et Russell Smith
- Sociétés de production : Mr. Mudd et Summit Entertainment
- Société de distribution : Summit Entertainment
- Pays de production :  États-Unis
- Langue originale : anglais
- Format : couleur - 35 mm - son Dolby numérique
- Genre : drame
- Durée : 103 minutes
- Dates de sortie :
  - États-Unis : 21 septembre 2012
  - France : 2 janvier 2013
- Classement : 
  -  Québec : G
  -  États-Unis : PG-13
  -  France : Tous Public

## Distribution
- Logan Lerman (VFB : Maxime Donnay) : Charlie
- Emma Watson (VF : Manon Azem) : Sam, demi-sœur de Patrick
- Ezra Miller (VFB : Sébastien Hébrant) : Patrick
- Nina Dobrev (VFB : Mélanie Dermont) : Candice, sœur de Charlie
- Mae Whitman : Mary-Elizabeth, première copine de Charlie
- Erin Wilhelmi : Alice, meilleure amie de Mary Elizabeth
- Kate Walsh (VFB : Monia Douieb) : la mère de Charlie
- Dylan McDermott (VFB : Franck Dacquin) : le père de Charlie
- Zane Holtz : le frère de Charlie
- Paul Rudd (VFB : Mathieu Moreau) : Bill Anderson, le professeur de littérature de Charlie
- Melanie Lynskey : tante Helen
- Johnny Simmons (VFB : Nicolas Matthys) : Brad
- Nicholas Braun (VFB : Florent Hoxha) : Derek
- Reece Thompson : Craig
- Joan Cusack : Dr Burton
- Tom Savini : M. Callahan
- Landon Pigg : Peter

Version française
- Studio de doublage : Symphonia Films/ La Dame Blanche
- Direction artistique : Lionel Bourguet
- Adaptation : R. Freytt & O. Lips

Sur Allo Doublage

## Production

### Titre du film
En anglais, wallflower désigne une giroflée des murailles. L'expression « to be a wallflower » signifie usuellement « faire tapisserie » (faire partie du décor, notion d'échec, de non-insertion sociale).
La traduction française utilisée au départ pour le titre du livre (Pas Raccord), au sens de « pas raccord avec le reste du groupe ». Désormais, les rééditions du livre et le film portent un seul et même titre français, Le Monde de Charlie. Cette traduction conserve l'idée tout en soulignant le fait qu'il vit dans son monde, avec sa propre culture (au sens large). Mais le titre peut être interprété aussi au sens premier (c'est son monde, c'est sa vie, que l'on raconte ici).

### Musique
Musiques du film :
1. Could It Be Another Change de The Samples
2. Come On Eileen de Dexys Midnight Runners
3. Tugboat de Galaxie 500
4. Temptation de New Order
5. Evensong de The Innocence Mission
6. Asleep de The Smiths
7. Low de Cracker
8. Teen Age Riot de Sonic Youth
9. Dear God de XTC
10. Pearly-Dewdrops' Drops de Cocteau Twins
11. Heroes de David Bowie

Musiques mentionnées dans le livre :
- Asleep de The Smiths
- Vapour Trail de Ride
- Scarborough Fair de Simon and Garfunkel
- A Whiter Shade of Pale de Procol Harum
- Dear Prudence de The Beatles
- Time of No Reply de Nick Drake
- Gypsy de Suzanne Vega
- Night In White Satin de The Moody Blues
- Daydream de The Smashing Pumpkins
- Dusk de Genesis
- MLK de U2
- BlackBird de The Beatles
- Landslide de Fleetwood Mac
- Something de The Beatles
- Smells Like Teen Spirit de Nirvana
- Another Brick in the Wall, Part II de Pink Floyd

Le film fait référence à de nombreuses musiques de l'époque. En particulier, les personnages principaux sont à la recherche d'une chanson découverte la première fois qu'on les voit dans leur tunnel. Il s'agit de Heroes, une chanson de David Bowie. Mais dans le livre, la musique de référence entendue par les adolescents est Landslide de Fleetwood Mac.

## Distinctions

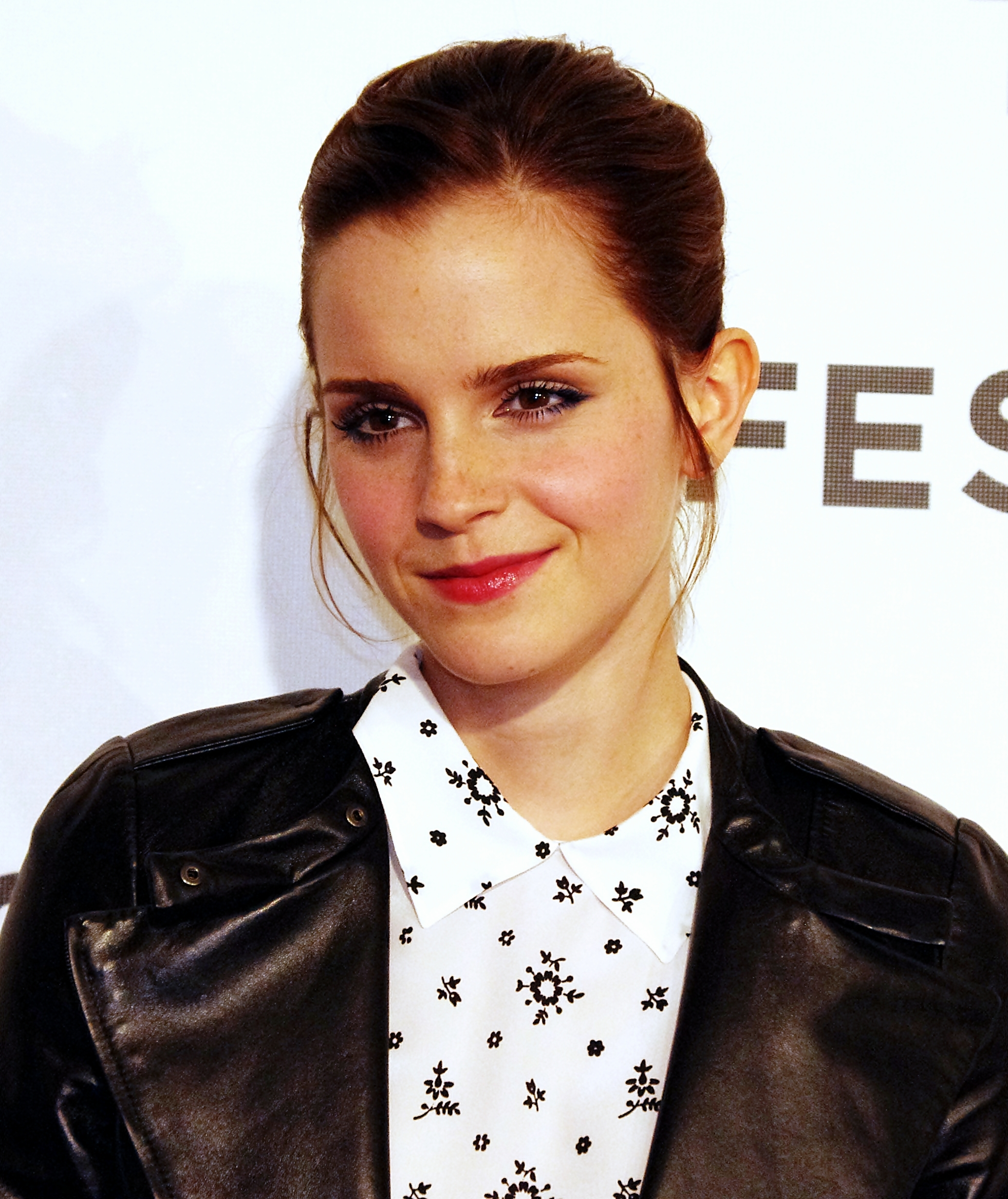
L'actrice principale Emma Watson, l'année de sortie du film.

### Récompenses
- National Board of Review Awards 2012 : meilleure distribution
- Indiana Film Journalists Association Awards 2012 : meilleur scénario adapté pour Stephen Chbosky
- Utah Film Critics Association Awards 2012 : meilleur scénario adapté pour Stephen Chbosky
- Boston Society of Film Critics Awards 2012 : meilleur acteur de second rôle pour Ezra Miller
- People's Choice Awards 2013 :
  - Meilleur film dramatique
  - Meilleure actrice dans un film dramatique pour Emma Watson
- Independent Spirit Awards 2013 : meilleur premier film pour Stephen Chbosky[4]
- Chlotrudis Awards 2013 :
  - Meilleur film
  - Meilleur acteur dans un second rôle pour Ezra Miller
  - Meilleur scénario adapté pour Stephen Chbosky
- Teen Choice Awards[Quand ?] : meilleur acteur dans un film dramatique pour Logan Lerman